# Powiat Mushiroda (Fukuoka)
Powiat Mushiroda (jap. 席田郡 Mushiroda-gun) – dawny powiat w Japonii, w prefekturze Fukuoka.

## Historia

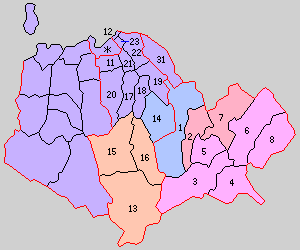
Powiat Mushiroda (31 – 1889 r.)

W pierwszym roku okresu Meiji na terenie powiatu znajdowała się 9 wiosek.
Powiat został założony 1 listopada 1878 roku. Wraz z utworzeniem nowego systemu administracyjnego 1 kwietnia 1889 roku część wsi Shimousui została włączona w teren miejscowości Hakozaki (z powiatu Kasuya), a pozostała część utworzyła wioskę Mushiroda.
1 kwietnia 1896 roku powiat Mushiroda został włączony w teren nowo powstałego powiatu Chikushi. W wyniku tego połączenia powiat został rozwiązany.